# 이와나메촌
이와나메촌(岩滑村)은 시즈오카현 오가사군에 설치되었던 촌이다. 현재의 가케가와시에 해당한다.